# Bisdom Lafayette

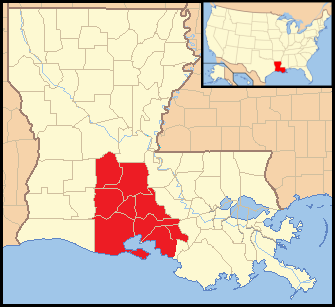
Het bisdom (rood) binnen de kerkprovincie New Orleans

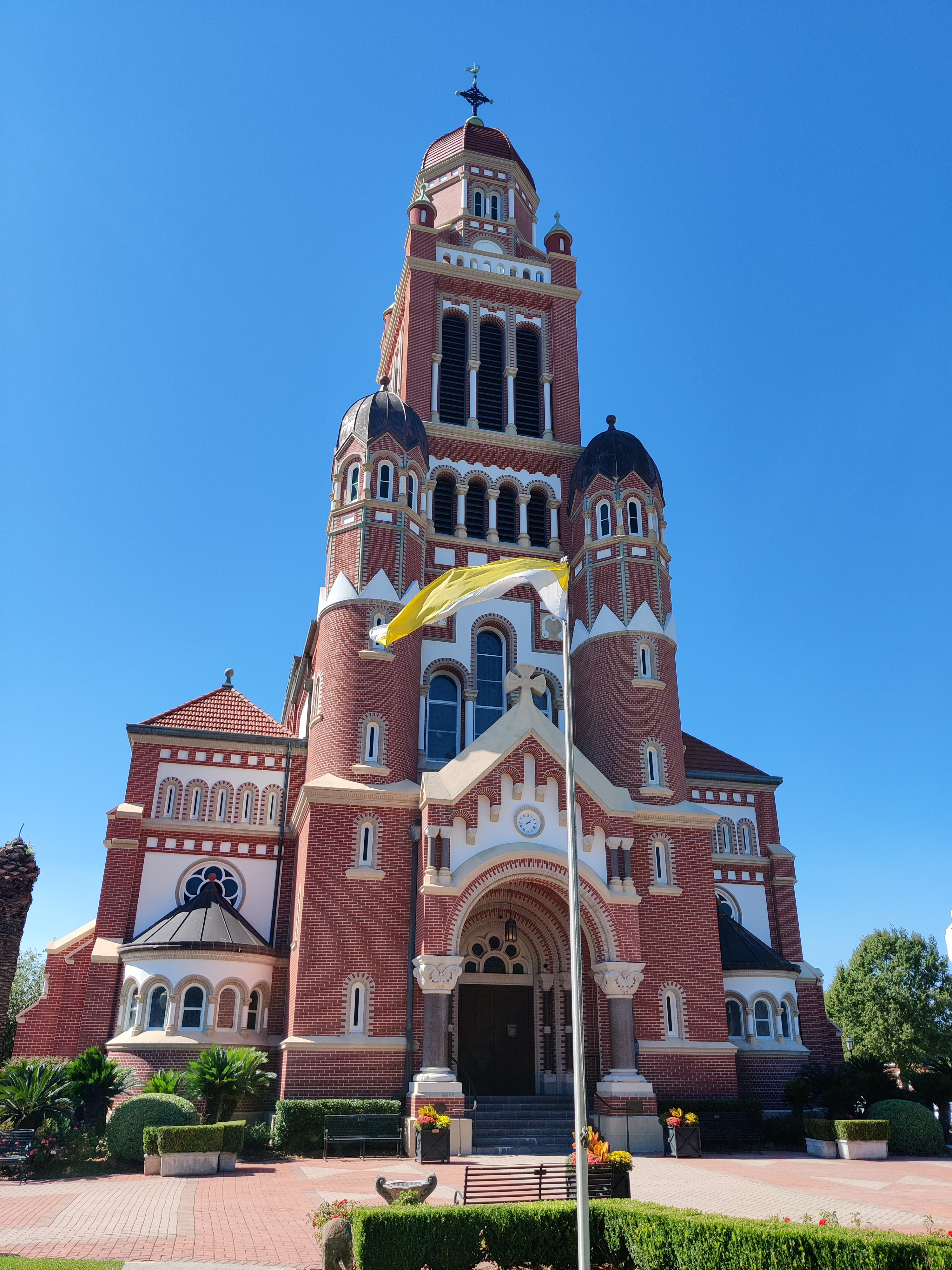
Johannes-de-Doperkathedraal van Lafayette

Het bisdom Lafayette (Latijn: Dioecesis Lafayettensis) is een rooms-katholiek bisdom met als zetel Lafayette in Louisiana. Het is een suffragaan bisdom van het aartsbisdom New Orleans. Het mag niet verward worden met het bisdom Lafayette in Indiana.
In 2019 telde het bisdom 106 parochies. Het bisdom heeft een oppervlakte van 14.962 km2 en telde in 2019 651.600 inwoners waarvan 52,4% rooms-katholiek was. 

## Geschiedenis
De eerste parochies in het gebied van het huidige bisdom, toen nog een deel van het (aarts)bisdom New Orleans, werden opgericht in St. Martinville (1756), St. Landry (1776), Grand Coteau (1819) en Vermilionville (1821). De eerste katholieken in het gebied waren immigranten afkomstig uit Frankrijk, Spanje en Duitsland. Het bisdom werd in 1918 opgericht en telde toen 48 parochies. In 1938 werden de eerste zwarte priesters in het bisdom gewijd en in het kader van de segregatie die toen van kracht was werden aparte kerken en katholieke scholen voor zwarten ingericht. In de jaren 1950 kwam er aan deze segregatie een einde binnen het bisdom. In 1980 werd het bisdom Lake Charles opgericht uit het westelijk deel van het bisdom Lafayette. Het bisdom ligt in de Cajun Triangle en er wordt occasioneel nog mis gevierd in het Frans.

## Bisschoppen
- Jules Benjamin Jeanmard (1918-1956)
- Maurice Schexnayder (1956-1972)
- Gerard Louis Frey (1972-1989)
- Harry Joseph Flynn (1989-1994)
- Edward Joseph O’Donnell (1994-2002)
- Charles Michael Jarrell (2002-2016)
- John Douglas Deshotel (2016-)